# Confédération béotienne
La confédération béotienne ou ligue béotienne était une alliance des cités de Béotie en Grèce antique, le plus souvent dominée par Thèbes.
Son histoire commence au VIe siècle av. J.-C. et se termine au cours du IIIe siècle apr. J.-C., avec des périodes de dissolution et de reconstitution, ce qui en fait l'État fédéral ayant eu la plus longue histoire dans le monde occidental.

## Première ligue
Au cours de la deuxième moitié du VIe siècle, une première ligue est mise en place autour de Thèbes, dont les penchants hégémoniques sont illustrées par des conflits avec des cités béotiennes refusant de rejoindre la ligue, dont Platées.
Entre -457 et -447, la Béotie est occupée par Athènes au cours de la première guerre du Péloponnèse et la ligue est de facto dissoute.

## De -447 à -386
L'organisation de la confédération à cette époque est comparativement aux autres la mieux connue, grâce à la découverte parmi les Papyri d'Oxyrhynque d'un ouvrage anonyme la décrivant.

### Histoire
Après leur victoire sur Athènes en -447, les Béotiens constituent un nouvel État fédéral, censé être plus égalitaire entre les cités que le précédent en accordant (au moins théoriquement) moins d'influence à Thèbes. Celle-ci prend cependant progressivement de plus en plus d'influence, disposant de 4 béotarques dès -431 en récupérant ceux de Platées ; en -424, elle détruit les remparts de Thespies, accusée de menées sécessionnistes. Au début de la Guerre de Corinthe en -395, Orchomène fait sécession et se range aux côtés de Sparte.
À la fin de la guerre, la confédération est finalement dissoute en -386 à l'instigation de Sparte, à la suite de la paix d'Antalcidas. Thèbes est occupée par les Spartiates en -382.

### Institutions
Les cités de la Ligue béotienne ont une organisation politique semblable. Le régime est modérément oligarchique, sur une base censitaire. Quatre conseils siègent à tour de rôle. Les décisions sont prises avec l’accord des quatre conseils siégeant séparément. La Béotie est répartie en onze districts de poids démographique égal, qui désignent onze béotarques qui siègent sur la Cadmée. Chaque district délègue 60 conseillers (bouleutes) répartis en quatre conseils et fournit environ 1 000 hoplites et cent cavaliers. Les béotarques dirigent l’armée et assurent le pouvoir exécutif.

## de -379 à -338
Les Thébains s'étant libérés de l'occupation spartiate en -379, cherchent à reconstituer la confédération béotienne sous leur tutelle, non sans résistance de la part de certaines des cités béotiennes. L'État béotien est alors selon certains auteurs « pseudo-fédéral », toutes les magistratures étant occupées par des Thébains.
La politique hégémonique thébaine se heurte à celle de Sparte, qui lui oppose le principe de la liberté des cités, et des conflits opposent les deux cités au cours des années suivantes. Au cours de négociations de paix en juin -371, les envoyés thébains demandent à modifier leur signature au bas du traité, voulant substituer « les Béotiens » à la précédente signature, « les Thébains ». Cette modification revenant à reconnaître l'hégémonie thébaine sur les autres cités béotiennes, les négociations sont rompues par le roi spartiate, Agésilas II, mais la victoire d'Épaminondas à Leuctres en juillet de la même année permet à Thèbes de faire triompher ses positions. La confédération étend sa domination sur les régions voisines (Phocide, Malide, Locride) et intervient dans le Péloponnèse contre Sparte à l'automne -370, en libérant la Messénie, sous domination spartiate depuis le VIIIe siècle avant notre ère. 

### Institutions
Le pouvoir législatif est d'allure plus démocratique, étant confié à une assemblée du peuple béotien siégeant à Thèbes ; les lois sont cependant probablement préparées par un conseil (boulè).
Le collège des béotarques comprend alors sept membres, peut-être en référence au chiffre sept associé à Thèbes.

## Période hellénistique

### Histoire
Après la destruction de Thèbes en -335, une nouvelle ligue est constituée, dont la capitale est le sanctuaire fédéral d'Onchestos. Thèbes n'est rétablie qu'en -315, mais ne rejoint pas immédiatement la confédération.
Les Béotiens semblent essayer de conserver une certaine neutralité entre leurs voisins macédoniens et étoliens, et la ligue achéenne. À partir de -272, ils profitent des difficultés de la Macédoine pour entamer une période d'expansion en Grèce centrale, mais ne participent pas à la guerre chrémonidéenne. Restés le seul peuple de la région à échapper à la domination étolienne au milieu du IIIe siècle, ils s'allient avec les Achéens, mais sont écrasés par la ligue étolienne en -245, perdant alors la Locride orientale mais conservant leur siège à l'amphictyonie. Au cours de la guerre démétriaque entre les Macédoniens et une alliance achaio-étolienne, ils se soumettent au roi de Macédoine Démétrios en -237/6 et font partie de la ligue hellénique fondée par son successeur Antigone en -224/3, mais réussissent à rester neutres au cours de la guerre des Alliés entre -220 et -217.
Début -197, ils rompent leur alliance avec la Macédoine et s'allient aux Romains, à la suite d'une démonstration de force de Flamininus et de ses alliés Attale et Aristainos.
Ayant eu l'audace de s'allier avec le roi de Macédoine Persée, adversaire des Romains, la confédération est dissoute sous l'influence de ces derniers en -171, les différentes cités s'étant déchirées entre partisans des Romains et partisans des Macédoniens. Les cités favorables à la Macédoine, Coronée, Haliarte et Thisbé, sont durement traitées après la victoire romaine.

### Institutions
Le nombre de sept béotarques est conservé, étant porté à huit à certaines périodes au cours desquelles des cités importantes adhèrent à la ligue, comme Chalcis.
Le territoire est à nouveau découpé en districts de poids équivalent, qui passent de onze à sept, élisant chacun un béotarque. Certains districts correspondent au territoire de cités importantes (Thèbes, Thespies, Tanagra) associées à de petites cités, d'autres associent deux cités de taille comparable, comme Orchomène et Chéronée, Platées et Oropos ; d'autres rassemblent plusieurs cités petites et moyennes : Lébadée, Coronée, Thisbé dans le district de l'Hélicon ; Haliarte, Akraiphia, Hyettos, Anthédon et d'autres dans le district du Copaïs).
Le régime est toujours une démocratie censitaire, le pouvoir législatif étant aux mains d'une assemblée des citoyens.

## Période romaine
Une confédération est reconstituée au cours du Ier siècle av. J.-C. La date de cette reformation et sa forme exacte sont discutées. Elle disparaît au milieu du IIIe siècle.

## Sources historiographiques
- Helléniques d'Oxyrhynque, papyrus retrouvé en 1908, qui parle de la guerre de Corinthe et évoque la confédération béotienne à cette époque (395-4).